# Saccolaimus flaviventris
Saccolaimus flaviventris — є одним з видів мішкокрилих кажанів родини Emballonuridae.

## Поширення
Країни поширення: Австралія, Папуа Нова Гвінея. Знаходиться в найрізноманітніших місцях проживання, в тому числі евкаліптових лісах і відкритих місцевостях.

## Поведінка
Лаштує сідала в дуплах дерев, як правило, поодиноко, але можуть бути знайдені невеликі колонії.

## Загрози та охорона
Цей вид зустрічається в багатьох охоронних територіях.